# A. Straube & Sohn

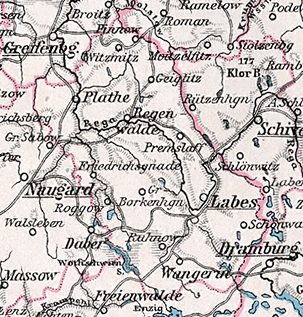
Pommern, Kr. Regenwalde

A. Straube & Sohn GmbH – niemiecka drukarnia rodzinna istniejąca w Łobzie od roku 1866 jako firma prywatna, a po 1898 jako spółka z ograniczoną odpowiedzialnością (GmbH), której pierwszym właścicielem był urodzony w Drawsku Pomorskim, a zmarły w Łobzie Adolph Cleophas Straube (1835−1912). Wcześniej od roku 1845 właścicielem tej drukarni był Leitzow, który drukował w latach 1845–1848 pierwszą gazetę powiatową Kreisblatt für den Kreis Regenwalde. Drukarnia A. Straube & Sohn wydawała książki, gazety lokalne (Powiat Regenwalde) i wydawnictwa regionalne, ogłoszenia, zaproszenia oraz formularze kościelne i druki dla zakładów opiekuńczych i szpitala Bethanien w Szczecinie.
Drukarnia była kontynuacją istniejących od kilku pokoleń w tej rodzinie tradycji związanych z oprawą, drukiem i handlem książkami. Drukarnię A. Straube & Sohn w roku 1937 kupił Arno Richard Marg z Trzebiatowa.

## Tradycje rodzinne
Założyciel drukarni, Adolph Cleophas Straube, miał tylko jednego syna, który przejął interes, oraz kilka córek. Ostatnim właścicielem drukarni do roku 1937 był syn Adolpha, Karl Straube (1870−1943), który nie miał potomka męskiego do przekazania rodzinnego interesu, a tylko jedną córkę, Erikę Augustę Berthę Straube (1900–1971), dla której lekarz z Reska Leopold Arndt zmienił wiarę. Ojcem założyciela drukarni był mistrz introligator Ottomar Moritz Straube (1794−1858) urodzony w Turyngii w miejscowości Altenburg, którego ojciec Anton Gottfried Straube zajmował się handlem książkami. Nie można wykluczyć, że rodzina jest spokrewniona z pierwszym polskim drukarzem Kasprem Straube, który osiadł w tamtych rejonach Niemiec.

## Działalność wydawnicza
Najbardziej znane wydawnictwa drukarni A. Straube:
- Regenwalder Anzeiger od 1866 (1872[7]), później Regenwalder Zeitung, 1893–1936
- Otto Knoop: Sagen, Erzählungen und Schwänke aus dem Kreise Regenwalde, 1924.
- Ernst Zernickow: Geschichte der Stadt Labes in Pommern von der Gründung bis zu Mitte des 19. Jahrhunderts, 1922
- Heimatkalender für den Kreis Regenwalde, od 1924
- Karte des Kreises Regenwalde, 1920 (skala 1:100 000)
- Kreisamtsblatt des Kreises Regenwalde, 1927−1932
- Die Kreiszeitung in Labes, 1926
- Kreiszeitung für den Kreis Regenwalde, 1892−1932
- Evangelische Rundschau für Pommern, 1909
- Blätter für Schulrecht und Schulstatistik, od 1914